# Montlivault
Montlivault település Franciaországban, Loir-et-Cher megyében. Lakosainak száma 1307 fő (2022. január 1.). Montlivault Cour-sur-Loire, Huisseau-sur-Cosson, Maslives, Saint-Claude-de-Diray és Suèvres községekkel határos.

## Népesség
A település népességének változása:
| Lakosok száma | 653  | 1128 | 1257 | 1329 | 1356 | 1375 | 1377 | 1326 | 1305 | 1307 |
|               | 1968 | 1982 | 1990 | 2006 | 2013 | 2015 | 2017 | 2019 | 2020 | 2022 |